# Stary Cmentarz Podgórski
Cmentarz Podgórski stary – cmentarz na Wzgórzu Lasoty we wschodniej części zrębu Krzemionek Pogórskich, w Krakowie, w Podgórzu przy al. Powstańców Śląskich 1.

## Historia
Został założony najprawdopodobniej pomiędzy rokiem 1784, kiedy to cesarz Józef II edyktem nakazał przenosić cmentarze z miejsc zamieszkanych, a rokiem 1794, z którego pochodzi najstarsza, znana jedynie z zachowanej fotografii, inskrypcja z grobu Agnieszki Drelinkiewiczówny. Niewielką pomocą mogą służyć mapy; najstarsza uwzględniająca cmentarz pochodzi z 1817 roku, a z kolei w źródłach miejskich pierwsza wiadomość to rok 1820. Cmentarz miał kostnicę zbudowaną w 1838 roku.
Pierwsza wiadomość o kaplicy pochodzi z 1886 roku; w dokumentach miejskich jest informacja, iż grobowiec rodzinny Zdzieńskich, właścicieli Płaszowa, zbudowany w formie dość dużej kaplicy, postanowiono wyremontować i używać jako kaplicę cmentarną.
Cmentarz poszerzano w 1838 i 1895 roku, zwracając jednocześnie uwagę na konieczność jak najszybszego założenia nowego cmentarza, do czego doszło ostatecznie w 1900 roku. W kwietniu 1900 roku stary cmentarz ostatecznie zamknięto, postanawiając chować tutaj jedynie osoby zasłużone dla Podgórza i posiadające grobowce rodzinne.
Część cmentarza, ok. 1/4 powierzchni, w 1942 roku zniwelowali spychaczami przy budowie linii kolejowej Niemcy, bezpardonowo niszcząc znajdujące się tam nagrobki.
Największe zniszczenia spowodowała jednak rozbudowa ulicy Telewizyjnej (obecnie Powstańców Śląskich) w latach 70. Zabytkowe nagrobki miały zostać przeniesione na nowy cmentarz przy ul. Wapiennej lub do górnej pozostającej części starego cmentarza. Przenoszone szczątki na starym cmentarzu chowano bez jakiejkolwiek dokumentacji pod najtańszymi lastrikowo-betonowymi nagrobkami. Bezpowrotnie zniszczono zabytkowy układ i charakter cmentarza. Mimo protestów konserwatora zabytków inwestor budujący nową drogę nigdy nie zrekonstruował np. neogotyckiej kaplicy grobowej rodziny Cieślików z 1888 roku, do czego zobowiązany był w podpisanej umowie.
Do dziś przetrwało zaledwie 38 arów starego cmentarza podgórskiego, który w 1900 roku liczył 1,5 ha powierzchni.
W 2008 roku stary i nowy cmentarz Podgórski zostały wpisane do Association of Significant Cemeteries in Europe (ASCE), czyli stowarzyszenia skupiającego najważniejsze cmentarze w Europie. W 2010 znalazły się na Europejskim Szlaku Kulturowym, obejmującym 49 cmentarzy w 37 miastach położonych w 16 europejskich krajach.
Cmentarz jest otwarty w godzinach:
- 7.00–18.00 (październik – marzec),
- 7.00–20.00 (kwiecień – wrzesień).

## Pochowani
- Edward Dembowski, sekretarz Jana Tyssowskiego przywódcy powstania krakowskiego, poległy 27 lutego 1846 roku wraz z 28 innymi uczestnikami zastrzelonymi podczas pamiętnej procesji do Podgórza. Obecnie istniejący nagrobek wystawiono staraniem Związku Legionistów w 1936 roku.
- Wojciech Bednarski (1841–1914), dyrektor szkoły, radny miejski, założyciel parku.
- Wojciech Eljasz-Radzikowski (1814–1904), artysta malarz, ojciec Władysława oraz malarza Walerego Eljasza-Radzikowskiego.
- Władysław Eljasz-Radzikowski (1847–1921), syn Wojciecha, powstaniec styczniowy, sybirak, artysta rzeźbiarz.
- Józef Serkowski (1786–1856), urzędnik, sekretarz Magistratu Podgórskiego.
- Emil Serkowski (1822–1900), inżynier, długoletni radny, prezydent i honorowy obywatel Podgórza.
- Franciszek Maryewski (grobowiec rodzinny Serkowskich), ostatni prezydent Podgórza, który 4 lipca 1915 roku w czasie spotkania na moście wiślanym z prezydentem Krakowa Juliuszem Leo poprzez symboliczny uścisk dłoni przypieczętował połączenie Podgórza z Krakowem.
- Grobowiec rodziny Zollów, zwieńczony wysoką, smukłą, żłobkowaną kolumną; pochowani – protoplasta rodziny Józef Chrystian Zoll (1803–1872), radca rachunkowy, burmistrz Podgórza; jego młodszy syn Ludwik Zoll (1845–1863), powstaniec styczniowy, zmarły od rany zadanej piką kozacką w czoło w bitwie pod Strojnowym; Fryderyk Zoll (1899–1986), uczestnik walk o wolność w 1918 i 1920, obrońca Modlina, major AK, powstaniec warszawski, kawaler Orderu Virtuti Militari.
- Na tym cmentarzu był pochowany Aleksander Kotsis (1836–1877), malarz scen rodzajowych i pejzaży, proponowany przez Jana Matejkę na stanowisko profesora w Szkole Sztuk Pięknych w Krakowie. Jego miejsce spoczynku zostało zapomniane w okresie międzywojennym.
- Grobowiec Agnieszki Jałbrzykowskiej (1818–1902), przełożonej pensji dla panien i honorowej obywatelki Podgórza, został zniszczony w 1942 przez Niemców.

Podczas jednej z ostatnich inwentaryzacji, przeprowadzonej w 1985 roku, udało się ustalić nazwiska 217 osób pochowanych na starej nekropolii podgórskiej.

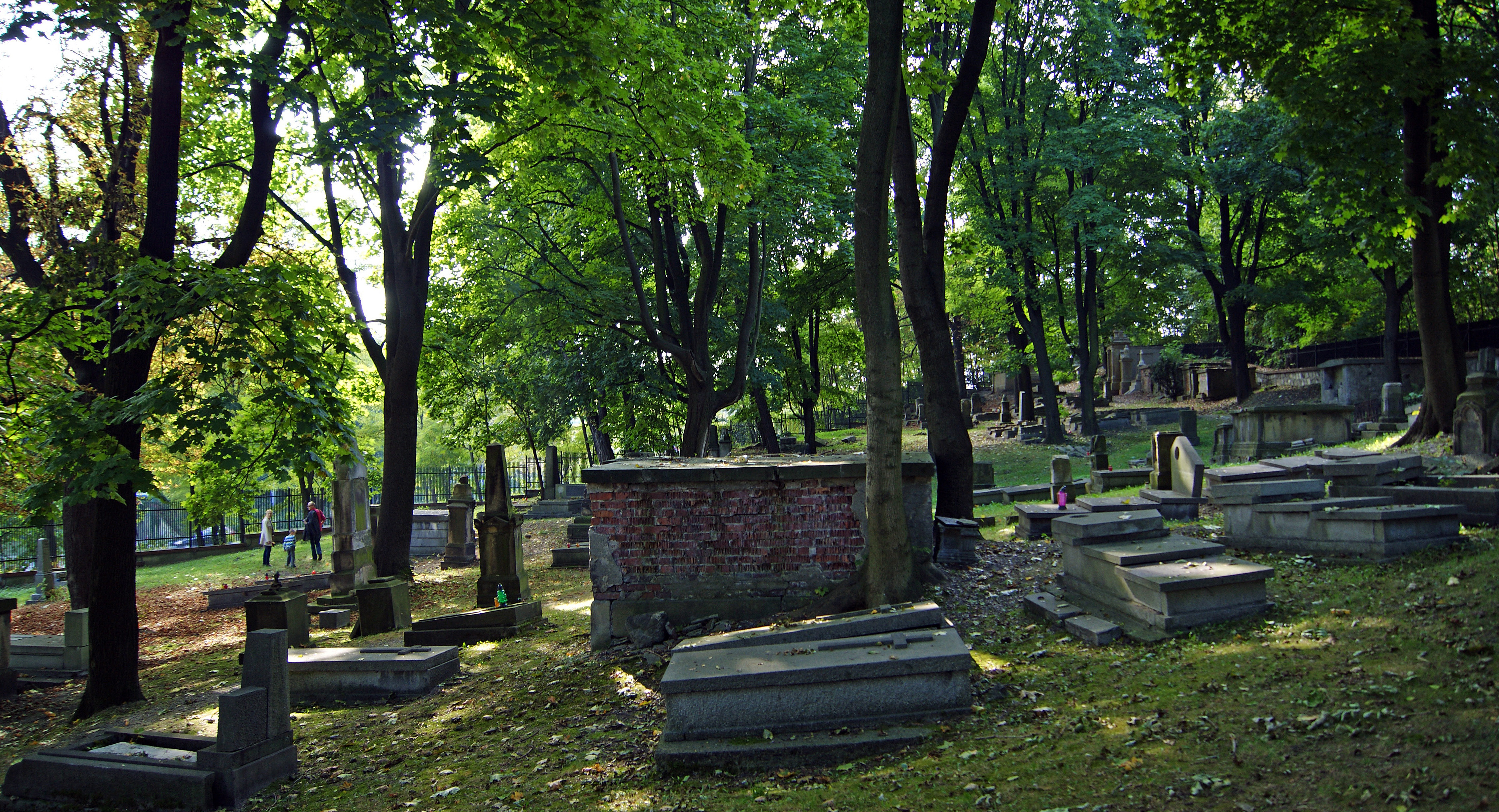
Ogólny widok
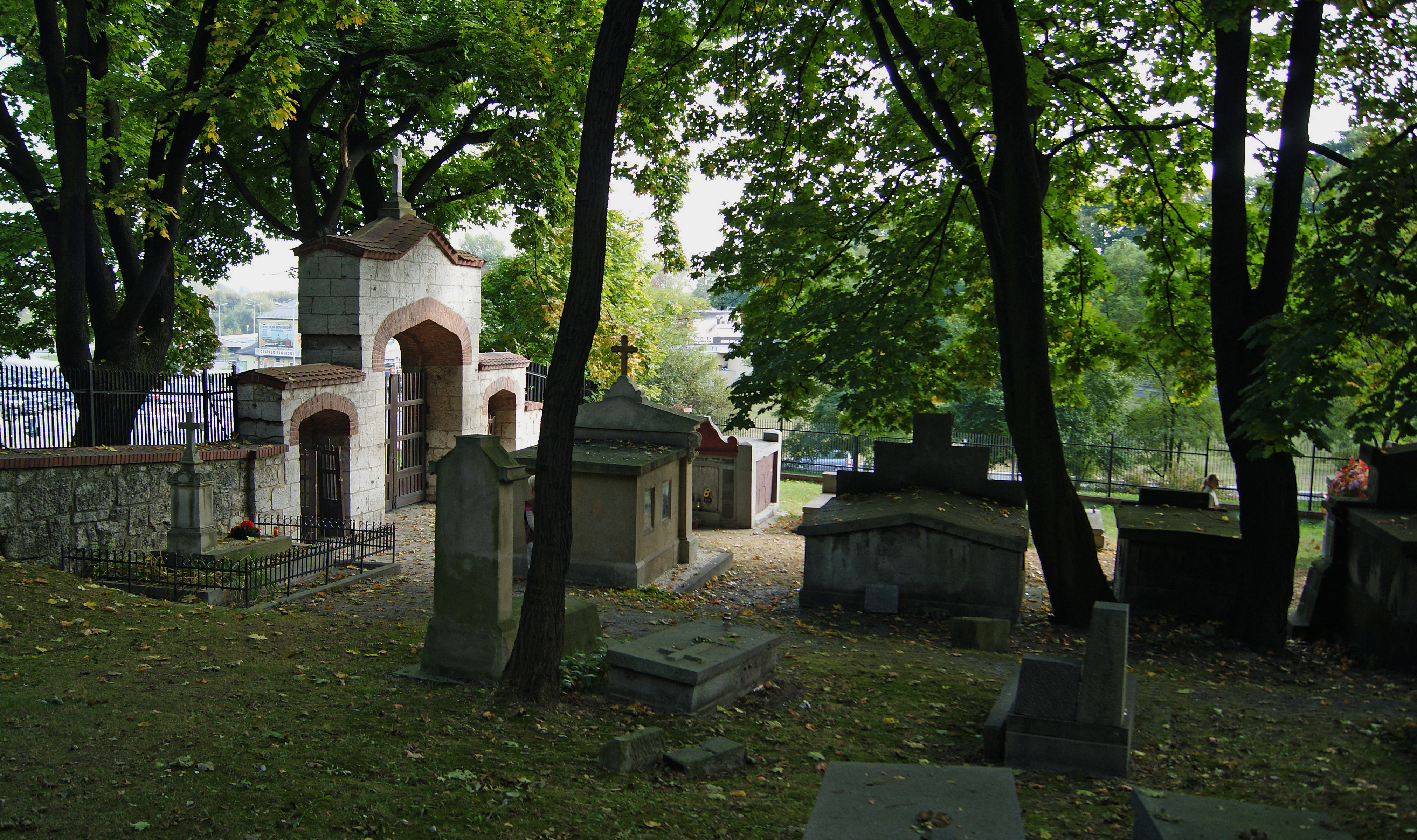
Brama wejściowa i, po lewej, grób Edwarda Dembowskiego oraz powstańców
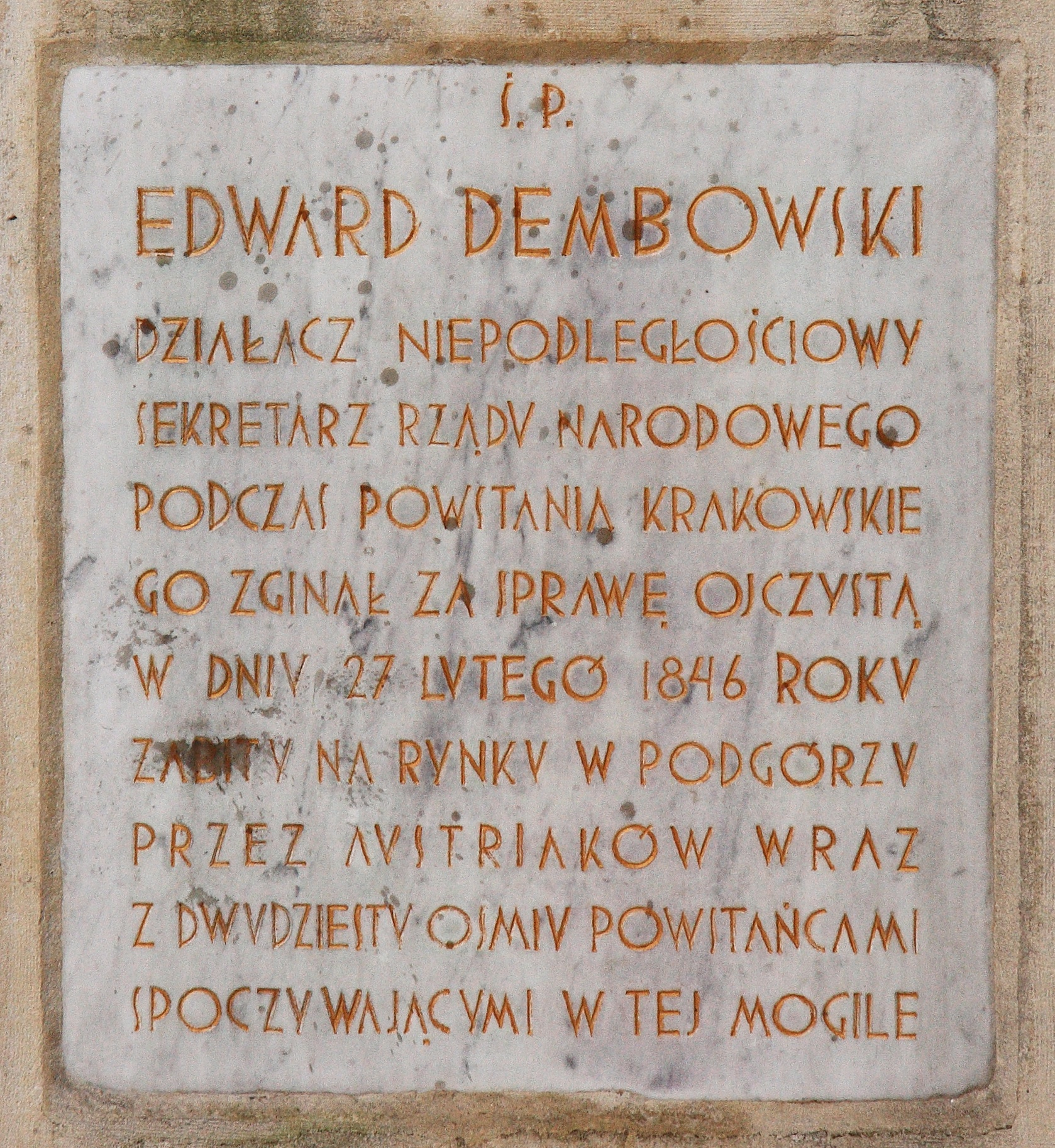
Tablica na grobie Dembowskiego
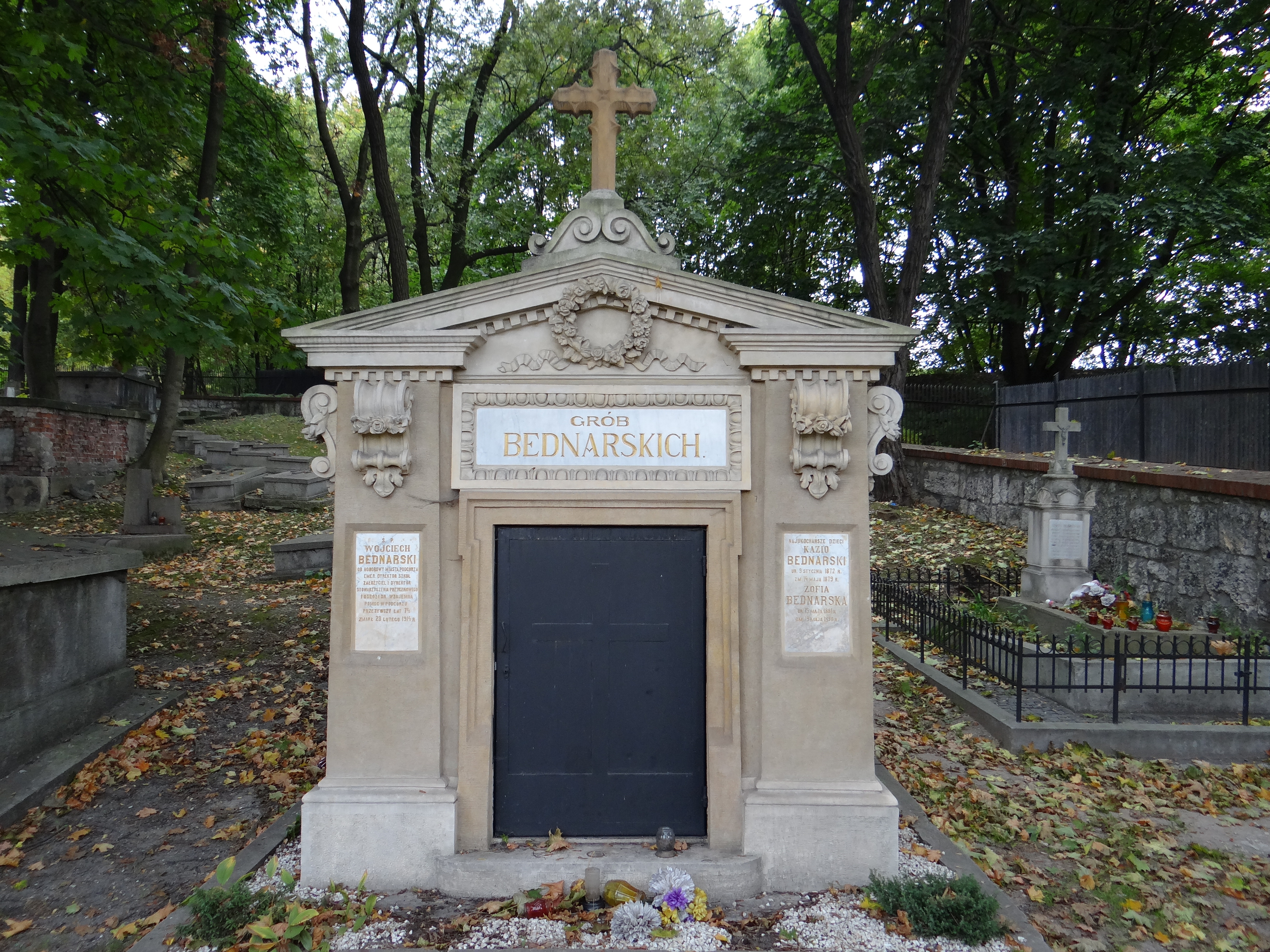
Grobowiec Bednarskich
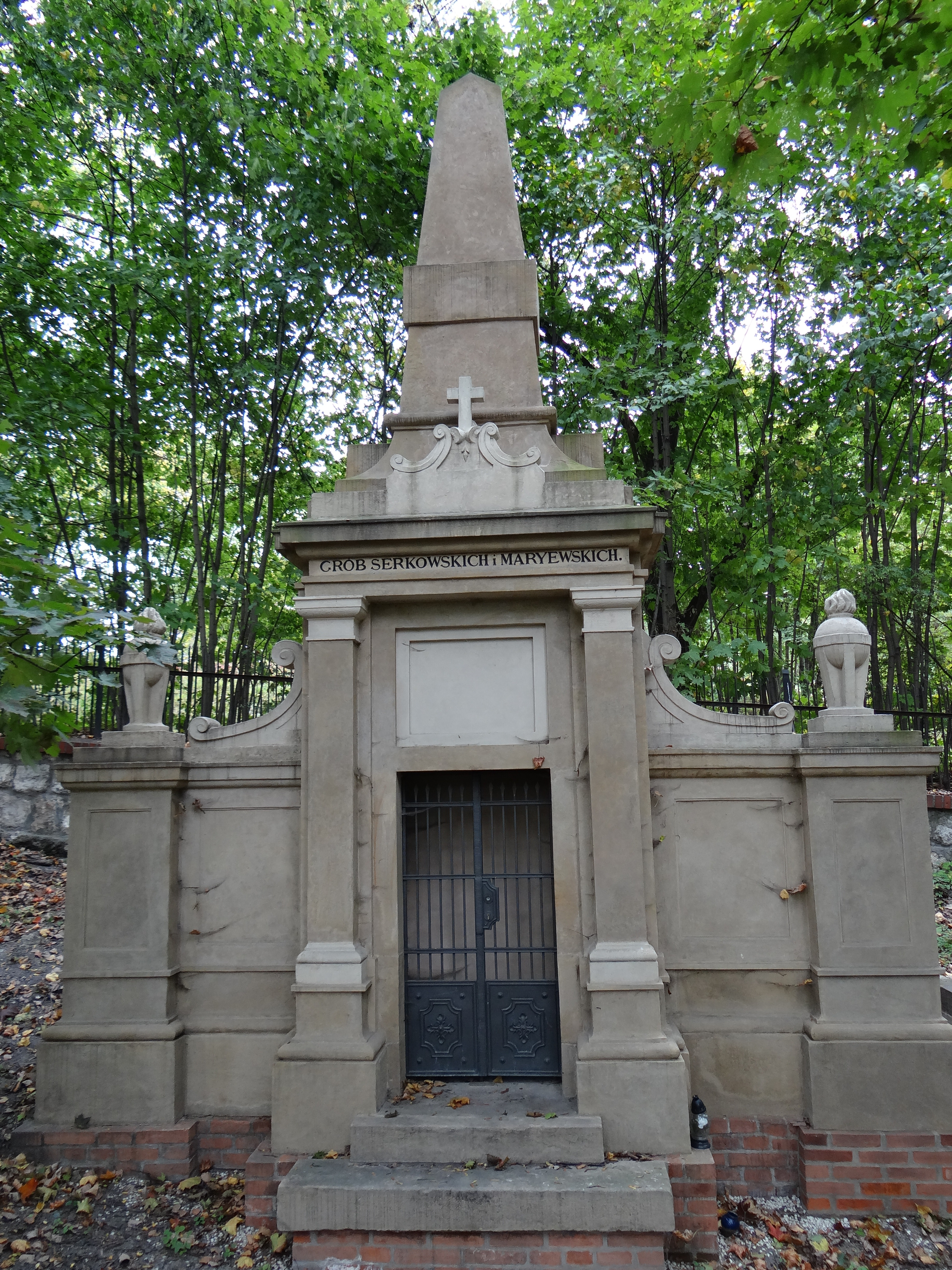
Grobowiec Serkowskich i Maryewskich
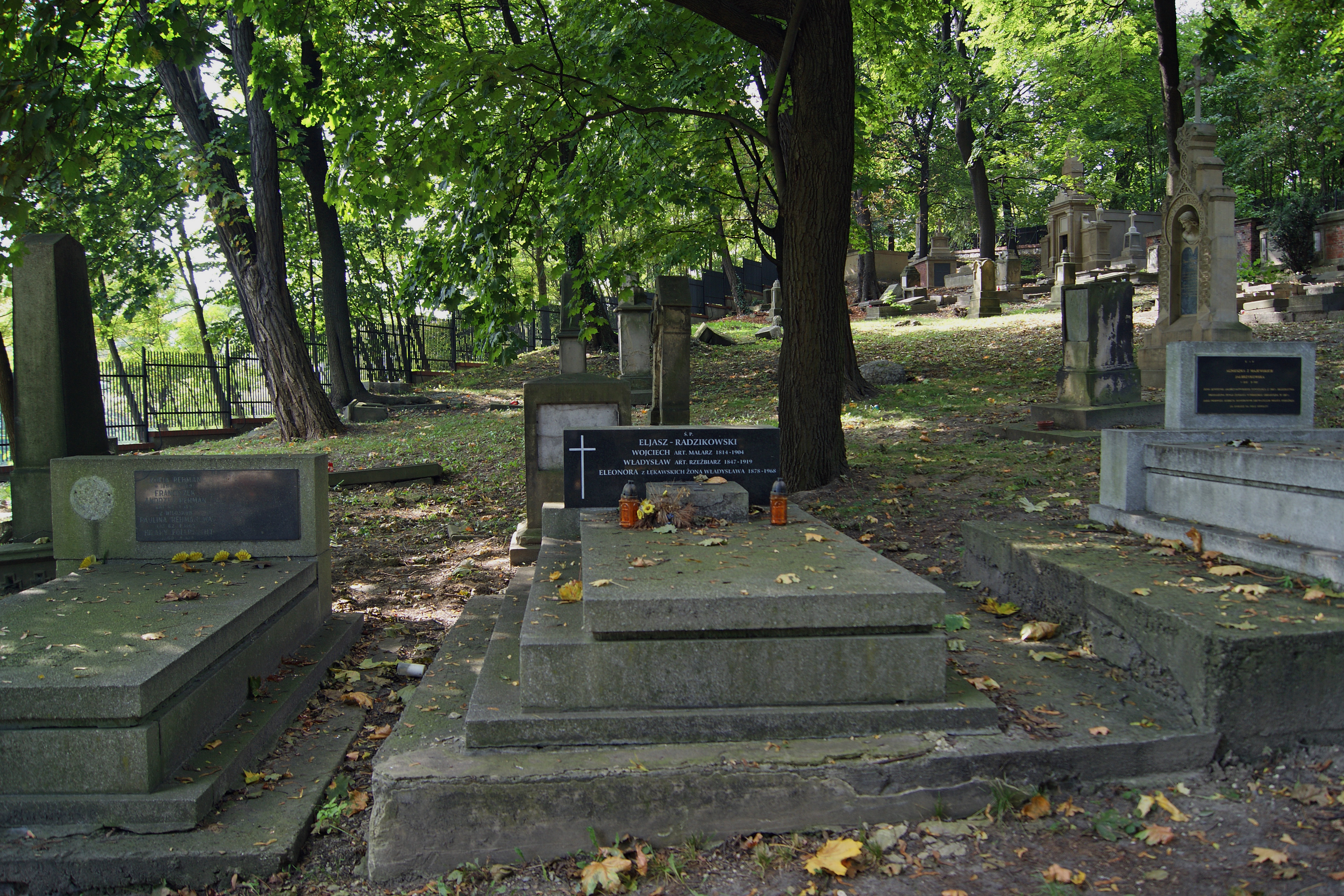
Grób Eljasz-Radzikowskich
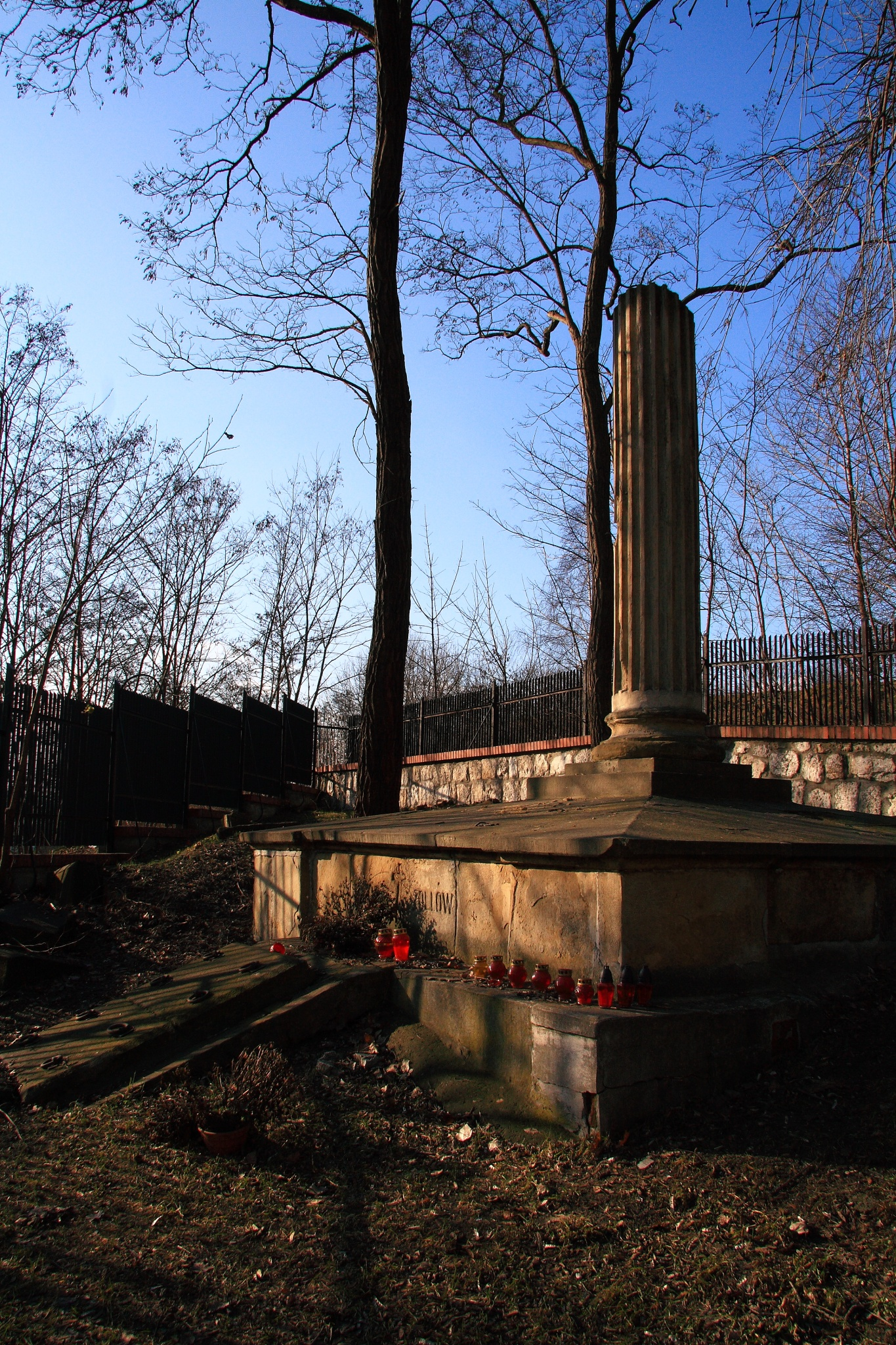
Grobowiec Zollów